# Zaritap
Zaritap (tiếng Armenia: Զառիթափ) là một đô thị thuộc tỉnh Vayots Dzor, Armenia. Dân số ước tính năm 2011 là 1527 người.